# Nasza klasa (piosenka)
Nasza klasa – piosenka autorstwa Jacka Kaczmarskiego napisana w roku 1983, a następnie przez niego rozwijana. Ze względu na aktualność przesłania w okresie, który nastąpił po stanie wojennym, jest to jeden z najbardziej znanych utworów poety. Opisuje losy jego kolegów szkolnych, którzy w wyniku rozmaitych decyzji i przypadków wyjechali w różne miejsca świata, pozostali w Polsce lub nawet zginęli („Maciek w grudniu stracił życie / Gdy chodzili po mieszkaniach”). Tekst kończy się gorzką puentą „Kto pamięta, że to w końcu / Jedno i to samo drzewo...”, co nawiązuje do zaniku kontaktów pomiędzy dawnymi przyjaciółmi. Piosenka jest napisana prawie regularnym ośmiozgłoskowcem trocheicznym.
Pierwsza część utworu powstała 7 maja 1983. Rozpoczyna się ona od słów:

Co się stało z naszą klasą

Pyta Adam w Tel-Awiwie (...)

3 czerwca 1987 powstała druga część utworu, rozpoczynająca się od słów:

Odnalazłem klasę całą –

Na wygnaniu, w kraju, w grobie (...)

W 1992 Jacek Kaczmarski napisał dalszy ciąg, w której przedstawia losy kolegów szkolnych w III Rzeczypospolitej; piosenka nosi tytuł Nasza klasa ’92.
Do tytułu piosenki Kaczmarskiego nawiązał Tadeusz Słobodzianek w tytule dramatu Nasza klasa (2009).
W 2024 roku w internecie popularność zdobyła ukraińska adaptacja piosenki.